# Бернгард фон Лоссберг
Бернгард Віктор Ганс Вольфганг фон Лоссберг (нім. Bernhard Viktor Hans Wolfgang von Loßberg; 26 липня 1899, Берлін — 15 березня 1965, Гайдельберг) — німецький штабний офіцер, генерал-майор вермахту.

## Біографія
Представник знатного гессенського роду спадкових військовиків. Син генерала піхоти Фріца фон Лоссберга і його дружини Клеменс, уродженої Герварт фон Біттенфельд (1876–1941). 19 липня 1916 року вступив в Прусську армію. Учасник Першої світової війни. Після демобілізації армії залишений в рейхсвері. З 1 квітня 1939 року — начальник оперативного відділу Командного управління (з 8 квітня 1940 року — Командного штабу) вермахту. Брав участь в розробці плану операції «Везерюбунг». За наказом Альфреда Йодля Лоссберг розробив початковий оперативний план можливої кампанії на Сході. 2 січня 1942 року переведений в штаб головнокомандувача вермахту в Норвегії, 12 січня очолив оперативний відділ. 5 травня 1944 року відправлений в резерв ОКГ. З 15 червня 1944 року — начальник Генштабу спеціального уповноваженого на Дунаї генерал-адмірала Вільгельма Маршалла. 1 листопада 1944 року знову відправлений в резерв ОКГ. З 10 січня 1945 року — начальник Генштабу 8-го військового округу. 10 березня 1945 року знову відправлений в резерв ОКГ і більше не отримав призначень. 5 травня 1945 року взятий в полон британськими військами. 26 січня 1947 року звільнений.

## Сім'я
15 липня 1934 року одружився з Еллі Шмідт в Берліні. В пари народились сини Фріц і Ернст-Віктор.

## Звання
- Фанен-юнкер (19 липня 1916)
- Фанен-юнкер-єфрейтор (30 серпня 1916)
- Фанен-юнкер-унтерофіцер (11 листопада 1916)
- Фенріх (15 серпня 1917)
- Лейтенант (26 вересня 1917)
- Оберлейтенант (1 квітня 1925)
- Гауптман (1 квітня 1933)
- Майор (1 серпня 1936)
- Оберстлейтенант (1 квітня 1939)
- Оберст (1 січня 1942)

## Нагороди
- Залізний хрест
  - 2-го класу (21 вересня 1917)
  - 1-го класу (16 квітня 1918)
- Ганзейський Хрест (Любек)
- Нагрудний знак «За поранення» в сріблі
- Почесний хрест ветерана війни з мечами (5 грудня 1934)
- Медаль «За вислугу років у Вермахті» 4-го, 3-го і 2-го класу (18 років)
- Медаль «У пам'ять 1 жовтня 1938 року»
- Орден військових заслуг (Іспанія) 3-го класу в білому (12 квітня 1939)
- Іспанський хрест в сріблі (6 червня 1939)
- Застібка до Залізного хреста 2-го і 1-го класу
- Орден Хреста Свободи 1-го класу з мечами (Фінляндія; 25 березня 1942)